# Shenzhen Open 2017
Shenzhen Open 2017 byl tenisový turnaj pořádaný jako součást ženského okruhu WTA Tour, který se odehrával na dvorcích s tvrdým povrchem v areálu Shenzhen Longgang Tennis Centre. Konal se mezi 2.  až 8. lednem 2017 v čínském městě Šen-čen jako pátý ročník turnaje.
Turnaj se stal první akcí kategorie WTA International Tournaments v historii s rozpočtem 750 000 dolarů a prize money 626 750 dolarů. Nejvýše nasazenou hráčkou ve dvouhře se stala třetí tenistka světa a obhájkyně trofeje Agnieszka Radwańská z Polska. Jako poslední přímá účastnice do dvouhry nastoupila 91. hráčka žebříčku Jevgenija Rodinová z Ruska.
Premiérovou singlovou trofej na okruhu WTA Tour vybojovala 20letá Češka Kateřina Siniaková. Deblovou soutěž ovládl česko-čínský pár Andrea Hlaváčková a Pcheng Šuaj, který tak vyhrál třetí ze čtyř turnajů, do nichž hráčky společně nastoupily. Sérii neporazitelnosti prodloužily na 12 zápasů.

## Distribuce bodů a finančních odměn

### Distribuce bodů
| Soutěž  | vítězky | finalistky | semifinalistky | čtvrtfinalistky | 16 v kole | 32 v kole | Q  | Q2 | Q1 |  |
| ------- | ------- | ---------- | -------------- | --------------- | --------- | --------- | -- | -- | -- |  |
| dvouhra | 280     | 180        | 110            | 60              | 30        | 1         | 18 | 12 | 1  |  |
| čtyřhra | 280     | 180        | 110            | 60              | 1         |           |    |    |    |  |

### Finanční odměny
| Soutěž                                | vítězky  | finalistky | semifinalistky | čtvrtfinalistky | 16 v kole | 32 v kole | Q2     | Q1     |
| ------------------------------------- | -------- | ---------- | -------------- | --------------- | --------- | --------- | ------ | ------ |
| dvouhra                               | $163 260 | $81 251    | $43 663        | $13 121         | $7 238    | $4 698    | $2 720 | $1 588 |
| čtyřhra                               | $26 031  | $13 544    | $7 231         | $3 852          | $2 031    |           |        |        |
| částky ve čtyřhře jsou uváděny na pár |          |            |                |                 |           |           |        |        |

## Ženská dvouhra

### Nasazení
| Stát                             | Hráčka                 | WTA | Nasazení |
| -------------------------------- | ---------------------- | --- | -------- |
| Polsko                           | Agnieszka Radwańská    | 3.  | 1.       |
| Rumunsko                         | Simona Halepová        | 4.  | 2.       |
| Spojené království               | Johanna Kontaová       | 10. | 3.       |
| Švýcarsko                        | Timea Bacsinszká       | 15. | 4.       |
| Maďarsko                         | Tímea Babosová         | 28. | 5.       |
| Lotyšsko                         | Anastasija Sevastovová | 34. | 6.       |
| Rumunsko                         | Monica Niculescuová    | 38. | 7.       |
| USA                              | Alison Riskeová        | 39. | 8.       |
| Žebříček WTA k 26. prosinci 2016 |                        |     |          |

### Jiné formy účasti
Následující hráčky obdržely divokou kartu do hlavní soutěže:
- Tuan Jing-jing
- Čang Kchaj-lin
- Ču Lin

Následující hráčky si zajistily postup do hlavní soutěže v kvalifikaci:
- Čang Kchaj-čen
- Ons Džabúrová
- Nina Stojanovićová
- Stefanie Vögeleová

Následující hráčky postoupily z kvalifikace jako tzv. šťastná poražená:
- Liou Fang-čou[3]
- Ana Bogdanová[3]

### Odhlášení
před zahájením turnaje
- Anna-Lena Friedsamová → nahradila ji  Maria Sakkariová
- Jaroslava Švedovová → nahradila ji  Liou Fang-čou
- Timea Bacsinszká → nahradila ji  Ana Bogdanová

## Ženská čtyřhra

### Nasazení
| Stát                                                                         | Hráčka                | Stát     | Hráčka              | WTA  | Nasazení |
| ---------------------------------------------------------------------------- | --------------------- | -------- | ------------------- | ---- | -------- |
| USA                                                                          | Raquel Atawová        | Čína     | Sü I-fan            | 41.  | 1.       |
| Česko                                                                        | Andrea Hlaváčková     | Čína     | Pcheng Šuaj         | 52.  | 2.       |
| Rumunsko                                                                     | Ioana Raluca Olaruová | Ukrajina | Olga Savčuková      | 137. | 3.       |
| Rumunsko                                                                     | Simona Halepová       | Rumunsko | Monica Niculescuová | 143. | 4.       |
| Žebříček WTA k 26. prosinci 2016; číslo je součtem umístění obou členek páru |                       |          |                     |      |          |

### Jiné formy účasti
Následující páry obdržely divokou kartu do soutěže čtyřhry:
- Ma Šu-jüe /  Čang Kchaj-lin
- Tuan Jing-jing /  Wang Čchiang

## Přehled finále

### Ženská dvouhra
- Kateřina Siniaková vs.  Alison Riskeová, 6–3, 6–4

### Ženská čtyřhra
- Andrea Hlaváčková /  Pcheng Šuaj vs.  Ioana Raluca Olaruová /  Olga Savčuková, 6–1, 7–5